# جنگل‌های کوهستانی گینه
جنگل‌های کوهستانی گینه (به لاتین: Guinean montane forests) یک منطقهٔ مسکونی و جنگل در ساحل عاج است.